# 풀리아넬로
풀리아넬로(이탈리아어: Puglianello)는 이탈리아 캄파니아주 베네벤토도의 코무네다. 나폴리로부터 북동쪽 45km 베네벤토로부터 북서쪽 30km 거리에 있다.